# Réserve faunique de Rimouski
 (juin 2018).
Pour les articles homonymes, voir Rimouski (homonymie).
La réserve faunique de Rimouski est un territoire public de chasse et pêche du Québec (Canada) situé au sud de Rimouski.
Comme pour toutes les réserves fauniques de la province, elle a pour mission la conservation, la mise en valeur et l'utilisation des ressources fauniques ainsi que de permettre la pratique d'activité récréative. Elle est particulièrement reconnue pour la chasse à l'orignal et au cerf de Virginie.  Elle est administrée parc la Société des établissements de plein air du Québec (Sépaq).

## Géographie
La réserve de 729 km2 est située entièrement dans le territoire non-organisé de Lac-Huron dans la municipalité régionale de comté de Rimouski-Neigette.  La limite sud de celle-ci correspond à la frontière du Nouveau-Brunswick.
La réserve partage ses limites avec la zec Owen à l'ouest, la zec du Bas-Saint-Laurent à l'est et la réserve écologique Charles-B.-Banville au nord.

## Histoire
En 1880, le Margaret Brooks Fish and Game Club est créé par le colonel Winz, un richissime américain.  Le territoire est récupéré en 1939, qui avait alors 152 mille2 (394 km2 qui le divise aussitôt en 5 clubs privés de chasse et pêche. Le membership de ses clubs était de 2 000 $CAN avec des frais annuel de 500 $CAN.
En 1958 le gouvernement créa la réserve de chasse et pêche Horton dans le territoire de la réserve. Elle avait alors 60 km2. En 1962, le gouvernement mis fin aux baux des clubs privés et agrandit alors la réserve Horton à 700 km2 pour la renommer réserve de chasse et pêche de Rimouski.  En 1979, celle-ci est renommée réserve faunique de Rimouski et est agrandie légèrement à sa superficie actuelle.  En 1995, la Sépaq devint le gestionnaire de la réserve.

## Annexe